# Razorlight (album)
Razorlight – drugi album zespołu Razorlight. Został wydany 17 lipca 2006 nakładem wytwórni Mercury Records. Album promowany był singlami "In the Morning" oraz "America".

## Lista utworów
1. "In the Morning" – 3:40
2. "Who Needs Love?" – 3:30
3. "Hold On" – 3:24
4. "America" – 4:07
5. "Before I Fall to Pieces" – 3:21
6. "I Can't Stop This Feeling I've Got" – 3:26
7. "Pop Song 2006" – 2:41
8. "Kirby's House" – 4:13
9. "Back to the Start" – 3:12
10. "Los Angeles Waltz" – 4:40